# Glacisbrücke Minden
Die Glacisbrücke Minden ist eine von Jörg Schlaich entworfene Hängebrücke über die Weser in der ostwestfälischen Stadt Minden, nutzbar für Fußgänger und Radfahrer. Sie verbindet die Mindener Innenstadt mit dem Großparkplatz auf Kanzlers Weide am anderen Weserufer.

## Geschichte
Die Brücke wurde nach langer Diskussion 1995 gebaut und verbindet den südlichen Teil des Rechten Weserufers und dem Großparkplatz Kanzlers Weide mit der Innenstadt von Minden in Höhe des Weserglacis. Vor allem wurde die Veränderung des Blicks auf die Porta Westfalica vom im Norddeutschen Tiefland liegenden Minden erörtert.
Den ausgeschriebenen Wettbewerb gewann der Stuttgarter Bauingenieur Jörg Schlaich. Er konstruierte eine leichte Hängebrücke, die 177 Meter lang ist, die Weser in 103 Metern mit einer 3,50 Meter breiten Betonrampe überspannt und an zwei 22 Meter hohen Stahlrohrmasten aufgehängt ist. Dadurch wird der Blick auf das Panorama der Porta Westfalica nur gering beeinträchtigt.
Die südliche, Porta Westfalica zugewandte, Seite der Brücke ist nachts blau beleuchtet. Diese Illumination gehört zu einem blauen Lichtband, das sich aus der Stadt über die Brücke nach Osten fortsetzt und die Schiffmühle Minden einschließt.
Im Volksmund wird die Brücke auch als „Schwingbrücke“ bezeichnet. Kurz nach deren Einweihung fand die zweimal jährlich stattfindende Messe (Kirmes) auf der Kanzlers Weide statt, wodurch die Brücke durch die Besucher genutzt wurde.
Die dadurch entstandenen Schwingungen in der Hochachse waren so stark das einige Besucher, nach dem Überqueren der Brücke, über Übelkeit (Seekrank) klagten. 
Nach dem nachträglichen Einbau von Schwingungsdämpfern ist dieser Effekt kaum noch spürbar. 
Im April 2016 wurde die Brücke für Radfahrer gesperrt, weil die Geländer für einen Radfahrbetrieb zu niedrig waren. Durch ein im November 2016 angebrachtes zusätzliches Seil zur Erhöhung des Geländers auf die gesetzlich vorgeschriebene Höhe von 1,30 m wurde die Brücke zur Nutzung durch Radfahrer freigegeben.

## Auszeichnungen
Die Brücke wurde mit den „Traffic design award 2000“ für innovative Architektur in der Kategorie „Fußgängerbrücken“ ausgezeichnet. 1998 wurde die Brücke in das neue Stadtlogo der Stadt Minden anlässlich der 1200-Jahr-Feier mit aufgenommen.